# Ahmad Hasan al-Bakr

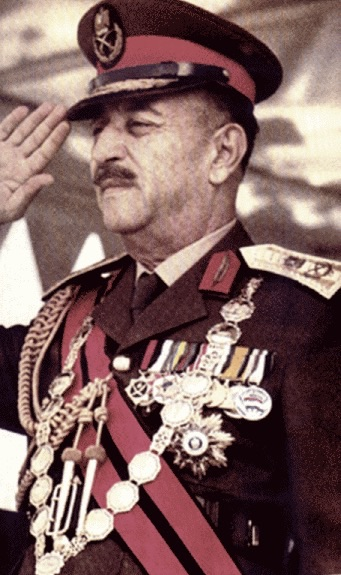
Marschall Ahmad Hasan al-Bakr, um 1975

Marschall Ahmad Hasan al-Bakr, auch Ahmed Hassan al-Bakr (arabisch أحمد حسن البكر, DMG Aḥmad Ḥasan al-Bakr) (* 1. Juli 1914 in Tikrit, Vilâyet Bagdad, Osmanisches Reich; † 4. Oktober 1982 in Bagdad) war ein irakischer Militär und Politiker.
Al-Bakr war als Vorsitzender der Baath-Partei, die 1963–2003 vorherrschende Partei im Irak war, an mehreren Staatsstreichen beteiligt. Von Februar 1963 bis November 1963 war er Premierminister und von November 1963 bis Januar 1964 Vizepräsident des Irak. Danach war er 1968–1979 der dritte Präsident des Irak und Leiter des Revolutionären Kommandorates. Am 16. Juli 1979 trat er zurück und übergab die Macht an seinen Nachfolger Saddam Hussein.

## Frühere Jahre

### Militärische Karriere
Al-Bakr kam 1914 in Tikrit als Kind einer grundbesitzenden Notabelnfamilie in der osmanischen Provinz Bagdad zur Welt.
Nachdem er sechs Jahre als Grundschullehrer gearbeitet hatte, begann al-Bakr 1938 eine Ausbildung an der irakischen Militärakademie in Bagdad und am 1. April 1941 den militärischen Staatsstreich antibritischer Politiker und Offiziere unter Raschid Ali al-Gailani. Die neue Regierung verkündete die Neutralität des Irak, was auch von al-Bakr unterstützt wurde. Als aber am 2. Mai 1941 die Briten mit der Niederschlagung des Aufstands begannen, telegrafierte al-Bakr an das faschistische Königreich Italien unter Benito Mussolini und Viktor Emanuel III., um für ideologische Unterstützung zu werben. Die Auseinandersetzungen zwischen britischen und irakischen Truppen, die einen Monat andauerten, endeten mit der irakischen Niederlage. Al-Bakr wurde daraufhin verhaftet und aus der irakischen Armee ausgestoßen. Nach 15 Jahren wurde er nach mehreren erfolglosen Versuchen 1956 wieder rehabilitiert. Im gleichen Jahr trat er der Arabisch-Sozialistischen Baath-Partei bei.

### Politischer Aufstieg
Über al-Bakr nahmen die Baathisten Kontakt mit der Bewegung „Freie Offiziere“ um Abd al-Karim Qasim Kontakt auf. Al-Bakr beteiligte sich 1958 an der „Revolution vom 14. Juli“ unter Qasim und Abd as-Salam Arif gegen König Faisal II.
Die neue Regierung ermöglichte al-Bakr einen schnellen politischen Aufstieg. Während der Qasim-Herrschaft war er ein eifriger Befürworter des irakischen Austritts aus dem Bagdadpakt und einer Verbesserung der bilateralen Beziehungen mit der Sowjetunion.
Im Jahre 1959, nur ein Jahr nach dem Putsch, wurde er unter dem Vorwurf, an einen Putschversuch baathistischer Militärs gegen Qasim teilgenommen zu haben, inhaftiert. Trotz dieses Rückschlags konnte er zu einer Leitfigur der Baath-Partei aufsteigen. Während der Haft lernte er as-Salam Arif kennen, mit dem zusammen er am 8. Februar 1963 einen baathistischen Putsch gegen Qasim anführte.
In den späten 1950er Jahren, als Saddam Hussein Mitglied der Baath-Partei wurde, stand al-Bakr ihm zuerst kritisch gegenüber. Er lehnte unter anderem sein späteres sehr repressives Vorgehen gegen die Opposition ab, während Saddam Hussein al-Bakrs zu moderate Haltung gegenüber den irakischen Juden und Israel kritisierte. Erst Saddams Onkel Chairallah Talfah konnte die beiden einander näher bringen. Dennoch war Saddam von Anfang an nur ein Baath-Partei-Mitglied, und kein Partei-Aktivist wie al-Bakr.
Wegen der repressiven Politik von Qasim und seiner Regierung rief ʿAlī Sālih as-Saʿdī, Generalsekretär der Baath-Partei, am 24. Dezember 1962 zu landesweiten Protesten gegen die Qasim-Regierung auf. In Beirut im Libanon organisierten führende Baathisten einen Putsch gegen Qasim. Für dieses Vorhaben sicherte sich al-Bakr die Unterstützung des Militärs. Er ließ ein „Militärbüro“ für die Planung des Aufstandes gründen und ließ sich zum ersten Vorsitzenden wählen. Dem Büro gelang es, immer mehr Offiziere gegen das Regime zu rekrutieren, die zumeist persönliche Vertraute oder Anhänger al-Bakrs waren.

## Machtübernahme und Premierminister
Am 8. Februar 1963 führte das Militär unter der Führung von al-Bakr und as-Salam Arif einen baathistischen Putsch gegen Qasim durch. Qasim wurde hingerichtet, Arif wurde Präsident und al-Bakr Premierminister des Irak.
Bei der folgenden blutigen Unterdrückung der kommunistischen Opposition sollen Tausende ungesetzlich getötet und bis zu Hunderttausend Menschen verhaftet worden sein.
Als Premierminister verabredete Al-Bakr mit Nasser und al-Atassi eine Neuauflage der Vereinigten Arabischen Republik, die dann aber nicht zu Stande kam.
Im November 1963 versuchte ʿAlī Sālih as-Saʿdī, al-Bakr aus der Partei auszuschließen. Der Präsident as-Salam Arif nutzte die Wirren zum Militärputsch vom 18. November 1963 und zur Entmachtung der Baath-Partei. Al-Bakr musste als Premierminister zurücktreten und wurde Vizepräsident; dieses Amt musste er im Januar 1964 ebenfalls niederlegen.
Nachdem sich al-Bakr die Kontrolle über das irakische Regionalkommando der Baath-Partei gesichert hatte, führte er 1968 einen unblutigen Putsch gegen Abd ar-Rahman Arif an und wurde Präsident des Irak.

## Präsident des Irak

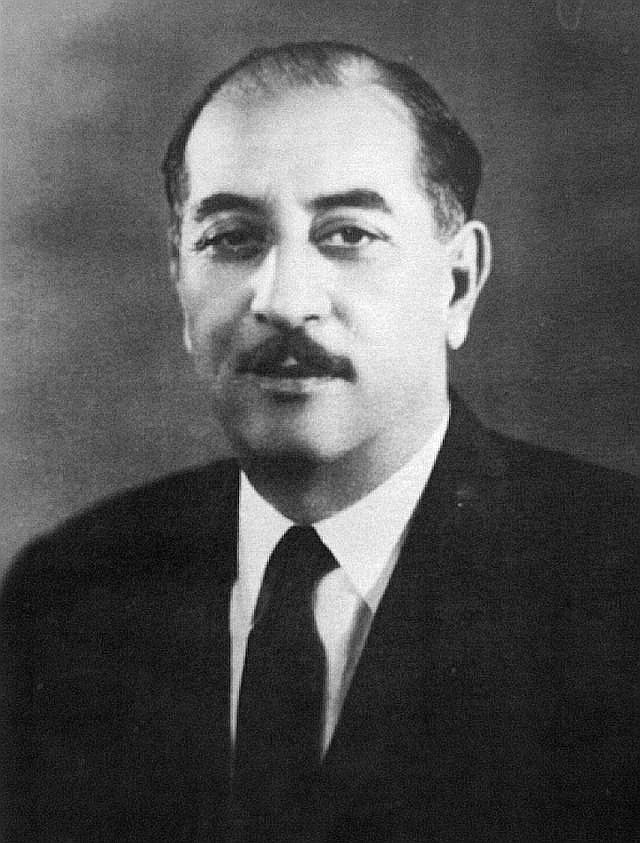
Ahmad Hasan al-Bakr, um 1968

Seine Präsidentschaft war von blutigen Säuberungen geprägt. Diese wurden von Saddam Hussein genutzt, um zum starken Mann des Regimes aufzusteigen. Al-Bakr protegierte Saddam Hussein seit dessen Rückkehr aus dem Exil in Ägypten. Beide teilten die Herkunft aus Tikrit und waren entfernte Verwandte.
Al-Bakr war ein Gegner eines Ausgleichs mit Israel und verfocht panarabische Positionen. Am 9. April 1972 schloss der Irak einen Bündnisvertrag mit der Sowjetunion ab.
Die Ölgesellschaft Iraq Petroleum Company wurde enteignet, und der Irak nahm am Ölembargo der OPEC, das zur ersten Ölkrise führte, teil. Der hohe Ölpreis ermöglichte der Regierung zahlreiche soziale und ökonomische Reformprogramme.
Zu seinen weiteren Verdiensten als Präsident zählen die Errichtung der Kurdischen Autonomen Region (1970/74), die Schaffung der Nationalen Front mit Iraks Kommunisten und Barzanis Kurden (1972–1978) und der Abschluss des Abkommens mit dem Schah (1975). In diesem Vertrag wurde der Grenzverlauf zwischen dem Iran und dem Irak festgelegt. Trotz militärischer Hilfe für Syrien im Oktoberkrieg 1973, die Damaskus vor dem Fall bewahrte, gelang die 1978 geplante Aussöhnung und Vereinigung mit dem baathistischen Rivalen Syrien nicht.
1979 ernannte Präsident Ahmed Hassan al-Bakr, inzwischen kränkelnd und mit 65 Jahren pensionsreif, Saddam Hussein zum Vorsitzenden der Partei und zu seinem Nachfolger. Am 11. Juli 1979 wurde dieser Generalsekretär der Baath-Partei und am 16. Juli 1979 übernahm er die Macht auch als Staats- und Regierungschef. Danach leitete Hussein eine blutige Säuberung der Baath-Partei ein, verbot die Kommunistische Partei und stoppte auch den geplanten Zusammenschluss mit Syrien. Ein Jahr später begann er den acht Jahre dauernden Krieg (1980–1988) gegen den Iran.
Auch nach den Säuberungen und der Errichtung einer Terrorherrschaft im Irak war Saddam Husseins Autorität noch nicht völlig unumschränkt. Zunächst hatten al-Bakr und Saddam Hussein die Ämter nur getauscht, al-Bakr blieb faktisch Vizepräsident bis zu seinem Tode im Oktober 1982.